# Liar Liar
Liar Liar is een Amerikaanse komedie uit 1997 met in de hoofdrol Jim Carrey en geregisseerd door Tom Shadyac. Deze film is de tweede waarin Jim Carrey en Tom Shadyac samenwerkten. Eerder gebeurde dit met Ace Ventura: Pet Detective, later nogmaals met Bruce Almighty.

## Verhaal
Fletcher Reede (Jim Carrey) is een succesvolle advocaat in Californië, en een gescheiden vader. Hij laat te vaak zijn werk in de weg komen als het gaat om het bezoeken van zijn zoon Max. Bovendien verzint hij telkens allerlei uitvluchten om zijn afwezigheid te rechtvaardigen. Het komt hem in zijn carrière goed van pas, maar hij kwetst er telkens zijn (ex-)vrouw Audrey en Max mee. Audrey heeft inmiddels een nieuwe vriend, Jerry, en zij en Max gaan bij hem in Boston wonen.
Op een dag mist Fletcher het verjaardagsfeest van Max, en Max weet dat hij achteraf weer met een uitvlucht de zaak recht zal proberen te zetten. Wanneer Max de kaarsen uitblaast van zijn verjaardagstaart, wenst hij dat zijn vader 24 uur lang alleen maar de waarheid kan vertellen. Deze wens komt direct uit: op hetzelfde moment ligt Fletcher naast zijn bazin tussen de lakens en zegt tot zijn verbazing geheel naar waarheid 'dat hij weleens beter heeft gehad'. Nadien verklaart hij tot zijn nog grotere verbazing tegen Audrey dat hij afwezig was op het partijtje omdat hij seks had.
Fletcher ontdekt via deze en een aantal andere vernederende incidenten dat hij geen enkele leugen meer over zijn lippen kan krijgen. Hij kan zelfs niet langer iets opschrijven dat niet waar is, of anderen op het verkeerde been zetten door de waarheid te verzwijgen.
Uitgerekend die dag heeft Fletcher een grote rechtszaak, waarin hij een vrouw die in scheiding ligt moet bijstaan. De vrouw is een vreemdgaand kreng dat slechts op het geld uit is van haar ex, een sympathieke rijke man die dol is op hun kinderen. Als hij deze zaak wint, zal dat zijn carrière enorm ten gunste komen. Fletchers' getuige is bereid meineed te plegen, maar tijdens de rechtszaak blijkt dat Fletcher zelfs geen vragen kan stellen indien hij weet dat deze met een leugen zullen worden beantwoord. Hij realiseert zich dat Max zijn verjaardagswens de oorzaak is dat hij niet meer kan liegen, en probeert Max de wens ongedaan te laten maken. Dit mislukt omdat Max van binnen nog steeds achter zijn wens staat. Vervolgens probeert Fletcher de zaak uit te stellen door 'zichzelf in elkaar te slaan'. Dit mislukt eveneens omdat de rechter het vraagt of hij nog in staat is om te pleiten en Fletcher naar waarheid met 'ja' antwoordt.
Hij krijgt het zelfs voor elkaar om de rechtszaak te winnen zonder te liegen. De vrouw blijkt namelijk tijdens het huwelijk minderjarig te zijn geweest, waardoor de huwelijkse voorwaarden nietig zijn. Ze krijgt daardoor automatisch de voogdij over beide kinderen plus 50% van het huwelijksvermogen. Fletchers triomf verdampt wanneer hij ziet hoe de huilende kinderen bij hun liefhebbende vader worden weggehaald om voortaan aan strenge kindermeisjes te worden toevertrouwd. Hij protesteert tegen de uitspraak, en belandt in de cel wegens minachting van het hof.
Nu ziet Fletcher in wat werkelijk belangrijk is in het leven, zijn zoon. Audrey wil zijn borg echter niet betalen en denkt dat Fletcher nu weer een uitvlucht heeft verzonnen om niet zijn zoon uit te hoeven zwaaien. Fletchers secretaresse betaalt echter, onder de indruk van de verandering die haar baas had ondergaan. Uiteindelijk brengt Fletcher op het vliegveld het vliegtuig waar Audrey in zit tot stoppen, om eindelijk zijn excuses aan te bieden. Audrey vergeeft hem, en Fletcher belooft nooit meer te zullen liegen. Hoewel de 24 uur al om zijn en Fletcher dus weer kan liegen, houdt hij deze belofte, en heeft hiermee voor het eerst uit zichzelf de waarheid verteld.
Een jaar later vieren Audrey en Fletcher opnieuw Max' verjaardag. De lichten gaan even uit, en wanneer ze aangaan staan Fletcher en Audrey te zoenen. Fletcher vraagt Max of dit opnieuw een wens van hem was, maar Max zegt dat hij slechts voor nieuwe rolschaatsen had gewenst...

## Rolverdeling
| Acteur            | Personage                     |
| ----------------- | ----------------------------- |
| Jim Carrey        | Fletcher Reede                |
| Maura Tierney     | Audrey Reede                  |
| Jennifer Tilly    | Samantha Cole                 |
| Justin Cooper     | Max Reede                     |
| Cary Elwes        | Jerry                         |
| Swoosie Kurtz     | Dana Appleton                 |
| Amanda Donohoe    | Miranda                       |
| Anne Haney        | Greta                         |
| Jason Bernard     | Rechter Marshall Stevens      |
| Mitchell Ryan     | Mr. Allan                     |
| Eric Pierpoint    | Richard Cole                  |
| Christopher Mayer | Kenneth Falk (als Chip Mayer) |
| Krista Allen      | Sexy vrouw in lift            |

## Citaten
- Max: I wish, for just one day, Dad couldn't tell a lie.
- Fletcher: Your honor, I object! 
Judge: Why?  
Fletcher: Because it's devastating to my case!  
Judge: Overruled.  
 Fletcher: Good call!
- Max: My dad? He's... a liar.  
Teacher: A liar? I'm sure you don't mean a liar. 
Max: Well, he wears a suit and goes to court and talks to the judge. 
Teacher: Oh, you mean he's a lawyer.

## Achtergrond
De film ontving vooral positieve reacties. Zo scoorde de film 79% op Rotten Tomatoes en 85% op de Cream Of The Crop van grote nieuwsbladen. Ook criticus Roger Ebert, die voorheen andere Jim Carrey-films zoals Ace Ventura: Pet Detective and Dumb and Dumber slechte kritieken gaf, was positief over Liar Liar.
In het openingsweekend haalde de film 31.423.025 dollar op in 2.845 bioscopen. In de Verenigde Staten haalde de film in totaal $181.410.615 op, en in andere landen $121.300.000.
John Debney componeerde de soundtrack voor de film. Zijn muziek is een cultfavoriet geworden bij underground muziekstromingen, zoals Indie.

## Prijzen en nominaties
- 1998 ASCAP Film and Television Music Awards
 Gewonnen: Top Box Office Films (John Debney)
- 1998 Blockbuster Entertainment Awards
 Gewonnen: Favorite Actor Comedy (Jim Carrey) 
 Genomineerd: Favorite Supporting Actor Comedy (Justin Cooper) 
 Genomineerd: Favorite Supporting Actress Comedy (Jennifer Tilly)
- 1998 Golden Globe
 Genomineerd: Best Performance by an Actor in a Motion Picture Comedy/Musical (Jim Carrey)
- 1998 Kids' Choice Awards, USA
 Genomineerd: Favorite Movie
 Genomineerd: Favorite Movie Actor (Jim Carrey)
- 1998 MTV Movie Awards
 Gewonnen: Best Comedic Performance (Jim Carrey)
- 1998 People's Choice Awards, USA
 Gewonnen: Favorite Comedy Motion Picture
- 1998 Young Artist Award 
 Genomineerd: Best jonge acteur van 10 jaar of jonger (Justin Cooper)